# Dave Vanian
Dave Vanian, né David Lett le 12 octobre 1956 à Newcastle upon Tyne, est un musicien britannique, chanteur du groupe The Damned formé en 1976, le premier groupe punk rock britannique à enregistrer un single, à enregistrer un album, à classer un disque dans les charts au Royaume-Uni et à tourner aux États-Unis.
Seul membre permanent et dernier membre originel de The Damned, sa riche voix de baryton a été décrite « comme d'une sonorité impressionnante ».

## Biographie
Né dans le nord-est de l'Angleterre, il déménage avec ses parents à Hemel Hempstead dans le Hertfordshire à l'âge de quelques mois. Les goûts musicaux de Dave se forment alors qu'il a une dizaine d'années. Initié au rock des pionniers (Eddie Cochran, Chuck Berry) dans un local de Hell's Angels, il raconte avoir eu une révélation artistique en voyant un concert des New York Dolls en 1973.
Après avoir travaillé comme fossoyeur, il adopte le nom de Vanian en se basant sur le jeu de mots avec « Transylvanian » (en référence à la Transylvanie, patrie de Dracula). Il est décrit par ailleurs comme l'un des premiers représentants de la mode gothique, portant vêtements sombres et surannés à la scène comme à la ville. Il est également connu pour être un fan de l'art de la Renaissance, ainsi que de films noirs et d'horreur, choses qu'il rend tangibles lors de ses apparitions sur scène. En novembre 1976, le magazine musical britannique NME déclare que Vanian « ressemble à un évadé de la famille Addams ».
En 1976, il rejoint The Masters of The Backside, un projet musical du producteur Malcolm McLaren avec Chrissie Hynde, Rat Scabies et Ray Burns. En parallèle, Rat Scabies et Ray Burns jouent dans un autre groupe, The Subterraneans, avec Brian James et le journaliste Nick Kent. Bientôt, Brian James, Rat Scabies, Ray Burns et Dave Vanian fondent  The Damned.
En 1978, il apparait dans la chanson Don't Panic England de Doctors of Madness (en). En 2004, il provoque une controverse en allumant avec Captain Sensible, les illuminations de Noël de Cambridge.
Après avoir chanté avec le groupe MC5 le titre Looking at You pour le 40e anniversaire du groupe lors de la Revolution: A Celebration of the MC5, il apparaît en 2008 sur le titre Let's Get Lost (Sailor Jerry's Story) avec le groupe Throb dans la compilation The Original Sailor Jerry Rum – Music To ........... To.
En dehors de The Damned, il est aussi le leader du groupe rockabilly Dave Vanian and the Phantom Chords (en). Il est également l'auteur de Dave Vanian's Dark Screen de la chaîne de télévision britannique Rockworld TV (en) et a composé la musique du film The Perfect Sleep (2009).

## Vie privée

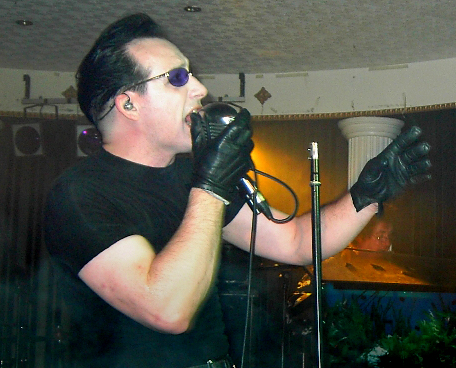
Vanian in 2006

Dave Vanian a toujours préservé sa vie privée, y compris dans la biographie sur le groupe The Damned publiée par Carol Clerk, The Light at the End of the Tunnel, en 1987.
Il a épousé sa première femme Laurie en 1977, dont il s'est séparé au milieu des années 1990, puis la seconde, Patricia Morrison, à Las Vegas en 1996. Le couple a une fille, Emily, et vit à Harrow dans le Grand Londres.